# محب القلوية

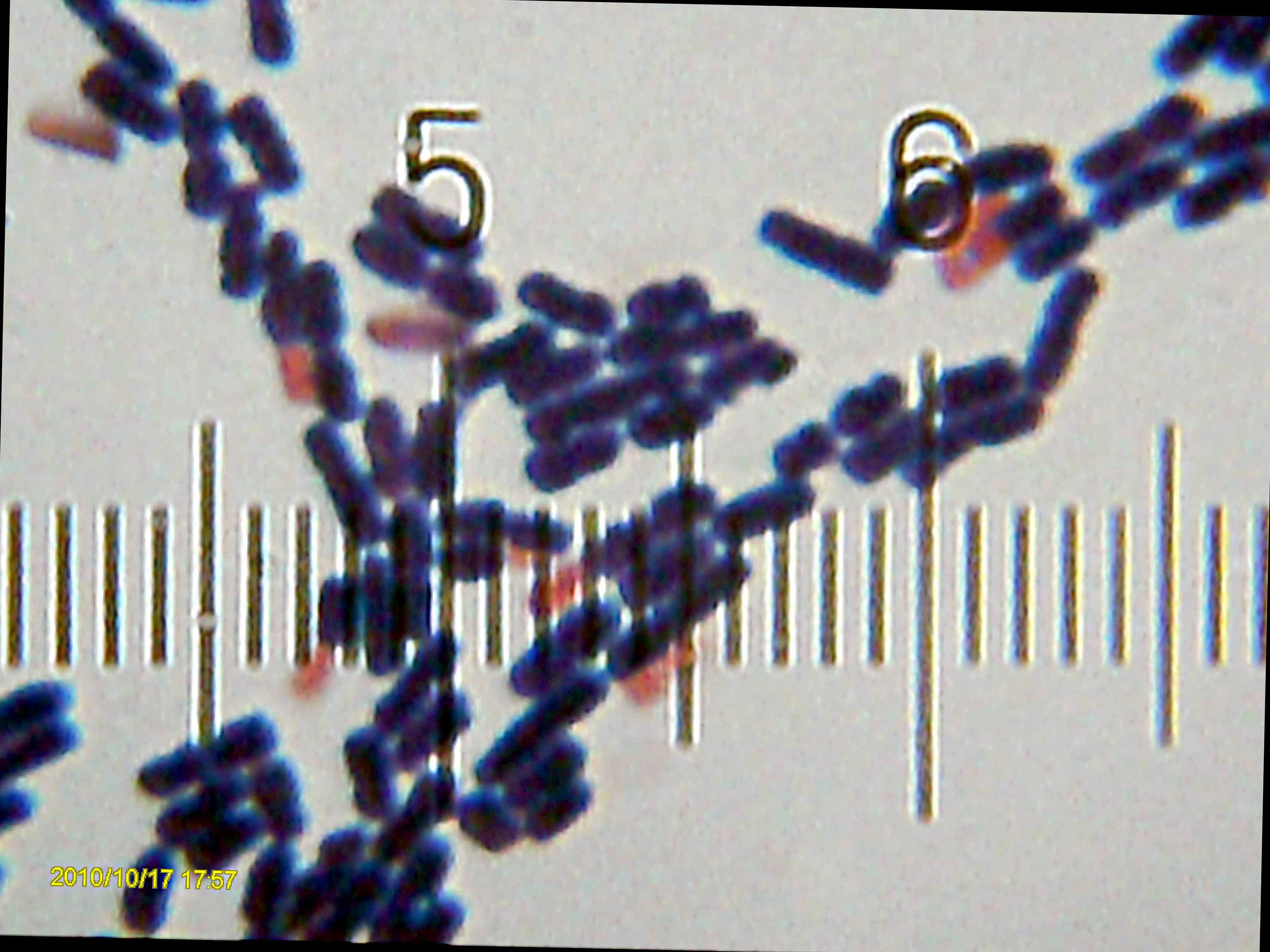

أليف القلويات  (بالإنجليزية: Alkaliphile)‏ هي نوع من ميكروبات أليفة الظروف القاسية و بمقدورها العيش في بيئات قلوية (قوة الهيدروجينية تقريباً 8.5-11) وتنمو على نحو أفضل في قوة الهيدروجينية 10. تصنف هذه البكتيريا إلى أليف قلوي إجباري (تتطلب قوة هيدروجينية عالية للعيش) أليف قلوي اختياري (هذا النوع يعيش في هيدروجينية عالية ولكن ايضاً بمقدورة المعيش في الظروف العادية) أليف قلوي ملحي (هذا النوع يتطلب محتوى ملحي عالي ليعيش) 

## استعمالات أليف القلويات وفي بحوث المستقبل
تبشر أليف القلويات عدة استعمالات مثيرة في التكنولوجيا الحيوية و أبحاث المستقبل.
طرق أليف القلويات في تنظيم القوة الهيدروجينية وإنتاج ثلاثي فوسفات الأدينوسين أثارت إعجاب المجتمع العلمي.